# إمي هاسيغاوا
إمي هاسيغاوا (باليابانية: 長谷川絵美؛ بالكانا: はせがわ えみ) هي متزحلقة يابانية، ولدت في 8 مايو 1986.

## وصلات خارجية
- إمي هاسيغاوا على موقع الاتحاد الدولي للتزلج (التزلج على المنحدرات الثلجية) (الإنجليزية)